# 久保ユリカ
久保 ユリカ（くぼ ユリカ、本名：久保 由利香〈くぼ ゆりか〉、1989年〈平成元年〉5月19日 - ）は、日本の声優、歌手、タレント、モデル。奈良県出身。ステイラックに所属。所属レコードレーベルはポニーキャニオン。μ'sのメンバーでもある。旧芸名は楢原 ゆりか（ならはら ゆりか）。かつては本名で活動していた。
代表作は『ラブライブ！』（小泉花陽）『ハイスクール・フリート』（知床鈴）『青春ブタ野郎シリーズ』（梓川花楓）など。

## 略歴
2002年、第6回 ニコラモデルオーディションでグランプリを受賞。その後レヴィプロダクションズに所属し本名である「久保由利香」として活動。レプロ時代は寮で菊地亜美と同室だった。
2008年、スパークスに移籍し、芸名を「楢原ゆりか（ならはら ゆりか）」に改名。レプロ時代はファッションモデルとして活動していたが、スパークス移籍以降はグラビアアイドルとしての活動が中心となった。同年8月から、ハッスルオフィシャルのPRレディーに就任。ラジオ番組や公開イベントに参加。
2010年、JMOに移籍し、芸名を「久保由利香」に戻す。同年、オールメディアプロジェクト『ラブライブ！』の小泉花陽役として声優デビューし、声優ユニット・μ'sの一員としても活動を始める。
2011年、芸名を「久保由利香」から「久保ユリカ」に変更。
2012年からはテレビアニメにも出演するようになり、またファッション通販サイトZOZOTOWNのレギュラーモデルとなり、これ以降ファッションモデルとしての活動も再開した。同年、JMOを退所し、フリーとなる。
2013年、先述の『ラブライブ!』のテレビアニメ版の他、『琴浦さん』の森谷ヒヨリ役などを務める。
2015年、クレアボイスに所属。それに伴い、同年2月をもって自身のTwitterアカウントおよびブログでの活動を停止し、今後は所属事務所の公式ホームページ上にて近況報告等を行うとの発表を行った。同年、第9回声優アワードにて、μ'sの一員として歌唱賞を受賞。12月25日には、公式サイトのオープンと共にポニーキャニオンより、ソロアーティストしてのデビューを発表。12月31日、μ'sの一員として第66回NHK紅白歌合戦に初出場した。
2016年2月17日、1stシングル「Lovely Lovely Strawberry」にてソロデビュー。3月31日・4月1日、東京ドームで開催されたμ’s最後の単独ライブとなる「μ's Final LoveLive！〜μ'sic Forever♪♪♪♪♪♪♪♪♪」にμ'sの一員として出演。
2017年5月10日、ソロ歌手としての1stアルバムをリリース。同月14日に行われたソロライブにてアーティスト活動の休止とファンクラブ「SHiKACO PARK」開設を発表。同年11月27日、奈良市役所にて奈良市観光大使委嘱式が執り行われ、奈良市観光大使に委嘱された。同年12月31日、クレアボイスを退所。
2018年1月1日、Facebook上でフリーランス活動開始を告知。また、個人アカウントのTwitterも再開（2015年に休止したアカウントとは別のアカウントで再開）。5月31日、ファンクラブ「SHiKACO PARK」を終了すると同時に、1stアルバム以来休止していた歌手活動の再開を告知した。
2018年12月公開の映画『猫カフェ』にて、実写映画初主演。
2019年10月1日付けでステイラックへ加入。
2020年1月、ラブライブ!シリーズのライブイベント「ラブライブ!フェス」に出演。μ’sとして約4年ぶりのライブ出演となる。
2021年10月1日、個人YouTubeチャンネル「シカコは宇宙」を開設。
2025年7月1日、一般男性との結婚を自身のX（旧Twitter）アカウントで報告した。

## 人物
子供の頃からアニメが好きで、モデル専業であった中学時代から声優に対して憧れを抱いており、当時の事務所スタッフにも「声優の仕事がしたい」と伝えていたが、実現には至らず、一度は声優になることを諦めていた。その後事務所を変えてから再び声優になることを目指すようになり、その目標を実現させた役が『ラブライブ！』の小泉花陽役である。
親交のある人物として、ZOZOTOWNモデルの宇佐美彩、『ラブライブ！』で共演した南條愛乃、飯田里穂、徳井青空などを挙げている。南條については、「趣味が似ているのか、気が合っていて、自分の知らない事を丁寧に教えてくれた頼りになるお姉さんのような先輩」であると語っており、飯田については、「アニメの中の凛と花陽のような関係で、年下だけど甘えさせてくれる」存在であると語っている。
お世話になった人物として、『夜ナ夜ナハッスル』で共演した高垣彩陽を挙げている。高垣とは久保が声優になる前からの付き合いであり、お互いの冠ラジオ番組にもゲスト出演しており、2016年のバースデーイベントでは高垣のコメントVTRが流された。久保が声優になって4年ぶりの共演を果たした際、高垣は、「昔は喋り慣れていなかったシカコが、明るくハキハキと喋るようになった」ことに感動したことを語っている。
愛称「シカコ」は、関東や関西の友人に「奈良といえば鹿」という連想から自然と呼ばれるようになった。
趣味は長距離散歩、カラオケ、アニメ鑑賞、模写。特技は柔軟体操。好きな動物は黒いパグ。

### ソロ歌手として
1stシングル「Lovely Lovely Strawberry」をリリースした際のインタビューでは、ソロデビュー挑戦のきっかけとして、「長く続いてきた作品（ラブライブ！）のグループ（μ's）が節目（ファイナルライブ）を迎える時期」であったことや、「いろんなことを吸収して学んでいく、成長していくタイミングになるだろう」と考えたことなどを挙げている。
2ndシングル「SUMMER CHANCE!!」をリリースした際のインタビューでは、「表題曲は"ザ・夏!!"な歌なので、カップリングはちょっと切ないしっとりとした曲」を作りたいという考えから、久保が「青春時代に大好きでよく聞いていた」というスムルースの徳田憲治にスタッフが作詞作曲を依頼し、「記憶コロコロ」が誕生したことを明かしている。
3rdシングル「ありがとうの時間」は、「記憶コロコロ」がファンから好評を受けたことから、ソロプロジェクトチームが早い段階から徳田憲治に楽曲の作詞作曲を依頼しており、制作時点でほぼ出来上がったものが舞い込んできた「サプライズ的な楽曲制作」であったという。その際、「（スムルースに対し）絶大な信頼を置いている」こと、「楽曲選びから携わった1st、2ndと違い、自分がいかに表現するかという部分に集中できた」こと、「歌詞を読み込んだとき、両親のことを思い出して涙があふれた」ことなどを語っている。

## 出演
太字はメインキャラクター。

### テレビアニメ
2012年
- さくら荘のペットな彼女（2012年 - 2013年、高崎繭）
- 好きっていいなよ。（女の子）
- それいけ!アンパンマン（2012年 - 2016年、ポテトくん〈8代目〉、クマ太、スピカ〈4代目〉）
- トータル・イクリプス（イリーナ・バラノワ）
- HUNTER×HUNTER（エレベーターガール）

2013年
- ガッチャマン クラウズ（2013年 - 2015年、澤村葵、女子高生、くうさま） - 2シリーズ
- きんいろモザイク（女子生徒B）
- 琴浦さん（森谷ヒヨリ）
- 凪のあすから（2013年 - 2014年、秋吉香）
- 変態王子と笑わない猫。（笑わない猫）
- ゆゆ式（女子生徒D、女の子達）
- ラブライブ!（2013年 - 2014年、小泉花陽） - 2シリーズ

2014年
- ジョジョの奇妙な冒険 スターダストクルセイダース（少女）
- 地下すぎアイドル あかえちゃん（ペペロンポップポポンチュ緑川）
- まじもじるるも（女子生徒、ネコネコシスターズ、軽音女子）

2015年
- 青春×機関銃（娘）
- 女の子って。（トモ）
- 機動戦士ガンダム 鉄血のオルフェンズ（2015年 - 2017年、トロウ、エーコ・タービン） - 2シリーズ
- GATE 自衛隊 彼の地にて、斯く戦えり（2015年 - 2016年、栗林菜々美） - 2シリーズ
- ダンジョンに出会いを求めるのは間違っているだろうか（2015年 - 2025年、ロキ） - 5シリーズ
- 探偵歌劇 ミルキィホームズ TD（リズミック）
- VALKYRIE DRIVE -MERMAID-（櫻美鳳）
- ミカグラ学園組曲（熊野さん）
- モンスター娘のいる日常（ティオニシア）

2016年
- あまんちゅ!（2016年 - 2018年、ちゃ顧問） - 2シリーズ
- 大家さんは思春期!（里中チエ）
- おしえて! ギャル子ちゃん（不思議ちゃん）
- 最弱無敗の神装機竜（フィルフィ・アイングラム）
- Dimension W（シオラ）
- 夏目友人帳 伍（少女妖怪）
- ハイスクール・フリート（知床鈴）
- ハンドレッド（ノア・シェルダン）
- レガリア The Three Sacred Stars（サラ・クレイス）
- Lostorage incited WIXOSS（2016年 - 2018年、御影はんな） - 2シリーズ

2017年
- うらら迷路帖（雪見小梅）
- セイレン（幼い正一、バス子）
- アイドル事変（飯塚桜子）
- 南鎌倉高校女子自転車部（鳳凰寺コロネ）
- まけるな!!あくのぐんだん!（第1話ナレーション）
- ツインエンジェルBREAK（寿麗）
- 終末なにしてますか? 忙しいですか? 救ってもらっていいですか?（パニバル）
- ソード・オラトリア ダンジョンに出会いを求めるのは間違っているだろうか外伝（ロキ）
- つぐもも（2017年 - 2020年、くくり） - 2シリーズ
- 魔法陣グルグル（メケメケ、グリエル）
- ようこそ実力至上主義の教室へ（2017年 - 2024年、櫛田桔梗） - 3シリーズ
- セントールの悩み（友人A、リリちゃん）
- 少女終末旅行（ユーリ）
- ブレンド・S（ショップ店員）
- ディアホライゾン（被）（エナ）

2018年
- citrus（桃木野姫子）
- りゅうおうのおしごと!（水越澪）
- 実験品家族 -クリーチャーズ・ファミリー・デイズ-（スミレ）
- あかねさす少女（アニー真楠田）
- 青春ブタ野郎シリーズ（2018年 - 2025年、梓川花楓/かえで） - 2シリーズ

2019年
- ぱすてるメモリーズ（来島怜）
- 女子かう生（古井まゆみ）
- 消滅都市（カナ）
- グランベルム（林寧々）
- 異世界チート魔術師（エアリィ / シルフィ）
- とある科学の一方通行（エステル＝ローゼンタール）
- 魔王様、リトライ!（モモ）

2020年
- ダーウィンズゲーム（コトリ）
- 推しが武道館いってくれたら死ぬ（メイ）
- ミュークルドリーミー（2020年 - 2022年、ぺこ） - 2シリーズ
- レヱル・ロマネスク（りいこ）
- せいぜいがんばれ!魔法少女くるみ（2020年 - 2021年、プリマピンク / 安土桃山くるみ）

2021年
- はたらく細胞BLACK（血小板）
- はたらく細胞!!（乳酸菌〈ブチ〉） - 2020年に『「はたらく細胞!!」最強の敵、再び。体の中は“腸”大騒ぎ！』として先行劇場上映
- 弱キャラ友崎くん（栞先輩）
- 月が導く異世界道中（トア、長谷川温深）
- ピーチボーイリバーサイド（ジュセリノ）
- 精霊幻想記（サヨ）
- 新幹線変形ロボ シンカリオンZ（2021年 - 2022年、セツラ）
- ビルディバイド -＃000000-（ディカプリオ）
- 進化の実〜知らないうちに勝ち組人生〜（2021年 - 2023年、オリガ・カルメリア） - 2シリーズ

2022年
- 転生賢者の異世界ライフ 〜第二の職業を得て、世界最強になりました〜（リリー）
- 聖剣伝説 Legend of Mana -The Teardrop Crystal-（サボテン君）

2023年
- 氷属性男子とクールな同僚女子（氷室くん〈少年〉）
- HIGH CARD（2023年 - 2024年、チェルシー・ハモンド） - 2シリーズ
- Dr.STONE NEW WORLD（ウリ坊）
- 勇者が死んだ!（マルグリット・ファロム）
- とあるおっさんのVRMMO活動記（ウールナ）

2024年
- 道産子ギャルはなまらめんこい（日奈）
- 花野井くんと恋の病（浅海響）
- ひみつのアイプリ（2024年 - 2025年、謎の少女 / 鈴風つむぎ、ひまりのアイムゥ） - 2シリーズ
- しかのこのこのここしたんたん（猫山田根子）
- 異世界失格（コジカ）
- FAIRY TAIL 100年クエスト（2024年 - 2025年、トウカ）
- 村井の恋（古谷雪）
- 2.5次元の誘惑（小雨）

2025年
- アラフォー男の異世界通販（アザレア、ベル、森猫）
- 異修羅（魔法のツー）
- 履いてください、鷹峰さん（鷹峰高嶺）
- ある魔女が死ぬまで（魔女C）
- 味方が弱すぎて補助魔法に徹していた宮廷魔法師、追放されて最強を目指す（ヨルハ・アイゼンツ）

時期未定
- リビルドワールド（アルファ）

### 劇場アニメ
2010年代
- ラブライブ!The School Idol Movie（2015年、小泉花陽）
- 心が叫びたがってるんだ。（2015年、高村佳織）
- モンスターストライク THE MOVIE はじまりの場所へ（2016年、白雪姫リボン）
- 劇場版 ダンジョンに出会いを求めるのは間違っているだろうか -オリオンの矢-（2019年、ロキ）
- 青春ブタ野郎シリーズ（2019年 - 2023年、梓川花楓） - 3作品

2020年代
- 巨蟲列島（2020年、伊能愛）
- 劇場版 ハイスクール・フリート（2020年、知床鈴）
- 僕のヒーローアカデミア THE MOVIE ワールド ヒーローズ ミッション（2021年）
- トラペジウム（2024年、古賀萌香）

### OVA
- ラブライブ!（2010年 - 2016年、小泉花陽[注 3]） - 7作品
- ハンツー×トラッシュ（2015年 - 2016年、篠崎舞衣[120][121][122]） - コミック第8・10・11巻DVD付き限定版
- モンスター娘のいる日常（2016年 - 2017年、ティオニシア[123]） - コミックス第11・12巻OAD付き特装版
- OVA ハイスクール・フリート（2017年、知床鈴[124]）
- Lostorage conflated WIXOSS -missing link-（2017年、御影はんな）

### Webアニメ
2010年代
- モンスターストライク（2016年、白雪姫リボン）
- 超游世界（2017年、キャス）
- せいぜいがんばれ!魔法少女くるみ（2017年 - 2021年、プリマピンク / 安土桃山くるみ） - 3シリーズ
- あるゾンビ少女の災難（2018年、須藤紀子）
- ファイトリーグ ギア・ガジェット・ジェネレーターズ（2019年、フレッシュウェーブ アンテ）
- 機甲英雄 機鬥勇者 日本語版（2019年、伊莎貝爾）

2022年
- マルイノアニメ×駿河屋 コラボレーションアニメ（スルガワン）
- コタローは1人暮らし（タクヤ母、波江）
- ブルーアーカイブ 1.5周年記念ショートアニメーション（獅子堂イズミ）
- あはれ!名作くん（もう出てこない女子、病気の少年、さちこ）

2024年
- モンスターストライク エル 堕天の覚醒（シロ）

### ゲーム
2013年
- 神様と運命革命のパラドクス（東條ネルエル） - 「小泉花陽」名義
- ラブライブ! スクールアイドルフェスティバル（2013年 - 2023年、小泉花陽）
- マブラヴ オルタネイティヴ トータル・イクリプス（イリーナ・バラノワ）
- 唯一性ミリオンアーサー（トリスタン）

2014年
- 巫女の社（岩佐朱里）
- ファイブクロス（小泉花陽）
- ラブライブ! スクールアイドルパラダイス vol.1 - 3（小泉花陽）
- 神様と運命覚醒のクロステーゼ（東條ネルエル） - 「小泉花陽」名義
- アンジュ・ヴィエルジュ〜ガールズバトル〜（シャム、コードΣ63ミィ、知床鈴、フィルフィ、リク・エルキュール）

2015年
- ArcheAge（アリア）
- 家電少女（ひなた、ベッキー、コイン、しのぶ）
- グラナド・エスパダ（エビル、ケヴィン）
- ザクセスヘブン（田澤キリ、田澤エル）
- 車なごコレクション（アクセラ、シルビア、ノア、ムーヴコンテ、エクストレイルハイブリッド）
- 神撃のバハムート（スージー）
- 絶対迎撃ウォーズ（ベリー）
- ソウル・オブ・セブンス（セラ）
- 誰ガ為のアルケミスト（イシュナ）
- 戦え!プリンセスドール（美森ニコラ）
- ヴァリアントナイツ（イリス）
- プリンス・オブ・ストライド（小日向心）
- メイプルストーリー ブラックヘヴン（オルカ）
- 嫁コレ（久保ユリカ〈本人役〉）
- リベリオン ブレイド（ティーリ）
- レーシング娘。（王子青空）

2016年
- アイドル事変（飯塚桜子）
- アイドルデスゲームTV（筑波しらせ）
- UPPERS（百合川ルナ）
- エンドライド -X fragments-（マルゥ）
- オルタンシア・サーガ -蒼の騎士団-（フレデリカ）
- きのこれR -第二次きのこたけのこ百年戦争-（雪ちゃん）
- グランドサマナーズ（ファロン）
- グリモア〜私立グリモワール魔法学園〜（浦白七撫）
- スクール・オブ・セイヴァーズ 〜聖剣使いの禁呪詠唱 ONLINE〜（吉津真緋色）
- 蒼空のリベラシオン（リオーネ、ランビー）
- ドリフトガールズ（前谷鈴愛）
- ブラウザ MCあくしず -鋼鉄の戦姫-（空母「赤城」）
- ブレイブソード×ブレイズソウル（高電圧可変弩、ロンゴミアント、ロンゴミアント＝オズ）
- 編隊少女 -フォーメーションガールズ-（ジャンヌ・マルセイユ）
- モンスターストライク（2016年 - 2025年、絶対不滅アイドル 白雪姫リボン MV、小雨）
- モンスター娘のいる日常オンライン（ティオニシア）
- モン娘☆は〜れむ（ラフィア、ククル、くくり）
- ワールドクロスサーガ（孫権、シーザー、アリエス）

2017年
- ソラヒメ（F-104、A7M 烈風）
- 白猫プロジェクト（トルチェ・スルス）
- 幻想少女（大喬）
- ダンジョンに出会いを求めるのは間違っているだろうかシリーズ（2017年 - 2023年、ロキ） - 5作品
- あくしず戦姫 〜戦場を駆ける乙女たち〜（オチキス H35、10式戦車、空母「赤城」）
- 乖離性ミリオンアーサー（異界型ロキ）
- プロジェクト東京ドールズ（レイナ）
- ぱすてるメモリーズ（来島怜）
- ディアホライゾン（エナ、リンリン、オリオン、ノルン）
- パズルオブエンパイア（ヴィクトリア、マッカーサー、平清盛）
- 一血卍傑-ONLINE-（イザナミ）
- メギド72（2017年 - 2023年、ブエル、ハルファス）
- きららファンタジア（2017年 - 2021年、雪見小梅、里中チエ）

2018年
- グラフィティスマッシュ（リリィ）
- クイズRPG 魔法使いと黒猫のウィズ（2018年 - 2023年、ヴィタ・バビーナ、エステル＝ローゼンタール）
- 三国ロマンス（程普、陳宮）
- ドラゴンジェネシス -聖戦の絆-（ザフィエル）
- ぷちぐるラブライブ!（小泉花陽）
- LOST TRIGGER（クラン）
- オンゲキ（高瀬梨緒）
- 温泉むすめ ゆのはなこれくしょん（洞川蓮）
- ルティエクリッカー（オリヴィエ、ブリュンヒルト）

2019年
- Food Fantasy-フードファンタジー（フォンダントケーキ、お好み焼き）
- ワンダーグラビティ 〜ピノと重力使い〜（ルチア、フウ）
- ハイスクール・フリート 艦隊バトルでピンチ!（知床鈴）
- トリカゴ スクラップマーチ（セリオ）
- 剣と天秤のディテクタシー（ユリーネ）
- アズールレーン（カヴァラ）
- D×2 真・女神転生 リベレーション（ハニー / ハニースイート）
- グランブルーファンタジー（小泉花陽）
- とある魔術の禁書目録 幻想収束（エステル＝ローゼンタール）
- ラブライブ! スクールアイドルフェスティバル ALL STARS（2019年 - 2023年、小泉花陽）
- Z/X Code OverBoost（インウィディア）
- ロストトリガー（クラン・ジュエル）
- SDガンダム GGENERATION CROSSRAYS（エーコ・タービン、マイキャラクターボイス〈女性02〉）
- アッシュアームズ-灰燼戦線-（LT-38、CV33 カルロ・ヴェローチェ）

2020年
- アークナイツ（クロワッサン）
- ラストクラウディア（歌姫ティンキリ）
- エースヴァージン：再出撃（A7M 烈風）
- 魔剣伝説（魔術師）
- 非人類学園 Extraordinary Ones（エステル＝ローゼンタール）
- エグゾスヒーローズ（バッソリー）
- ARIA CHRONICLE（アリア）
- インディヴィジブル 闇を祓う魂たち（カムパン）
- りゅうおうのおしごと!（水越澪）

2021年
- 東方ロストワード 
- 放置少女〜百花繚乱の萌姫たち〜（張梁）
- Re:ステージ!プリズムステップ（高瀬梨緒）
- ブルーアーカイブ -Blue Archive-（2021年 - 2025年、獅子堂イズミ）
- ラブライブ!スクールアイドルフェスティバル 〜after school ACTIVITY〜 わいわい!Home Meeting!!（小泉花陽）
- グリムエコーズ（かぐや姫）
- カウンター・アームズ（カシン）
- クッキーラン: キングダム（ココア味クッキー）

2022年
- ミコノート はれときどきけがれ（高橋イチエ）
- ワールドフリッパー（澄波ヒビキ）
- 信長の野望・新生（普通女）
- クローバーシアター（ティターニア）
- 機動戦士ガンダム 鉄血のオルフェンズG（エーコ・タービン）

2023年
- ラブライブ! スクールアイドルフェスティバル2 MIRACLE LIVE!（2023年 - 2024年、小泉花陽）
- ポケモンマスターズEX
- 勝利の女神:NIKKE（ノワール）
- ラングリッサー モバイル（コニー）
- ミリオンモンスター（ポセイドン）
- タワーオブスカイ（リルード）

2024年
- ファイナルファンタジーVII リバース
- ひみつのアイプリ / アイプリバース（2024年 - 2025年、つむぎ、ひまりのアイムゥ） - 2作品
- モンソニ!（2024年 - 2025年、白雪姫リボン）
- 原神（カチーナ）
- カイジ外伝：激熱の街（坂崎美心）
- ドラゴンクエストX 未来への扉とまどろみの少女 オンライン（マリーヌ神、ミフル）
- 魔女のふろーらいふ（岩崎蓬希）

2025年
- みんなのGOLF WORLD（ソフィ）

### ドラマCD
2013年
- 琴浦さん（森谷ヒヨリ） - コミック第5巻ドラマCD付限定版
- 変態王子と笑わない猫。 ドラマCD 夢の国のアリス（猫神）

2014年
- ちゃんおぷ的なドラマ C87版（沙夜）
- ちゃんおぷ的ドラマ〜芽衣子のお芝居会議 feat.凛香&香苗　鬼爆裂的女子会議!〜（沙夜）

2015年
- ニーチェ先生〜コンビニに、さとり世代の新人が舞い降りた〜（コンビニ女客）
- いおの様ファナティクス（尾上涙子） - 新装版コミック1巻のドラマCD付き特装版
- citrus（桃木野姫子） - コミック第4巻ドラマCD付き特装版
- Z/X -Zillions of enemy X- NC DramaCD ④「てめぇらオレの邪魔すんな!」（七大罪 嫉妬の魔人インウィディア）
- 高嶺と花（2015年 - 2019年、野々村花） - 花とゆめ2015年19号付録「耳で恋するドラマCD」、コミック13巻ドラマCD付き限定版
- ハンツー×トラッシュ（篠崎舞衣） - 月刊ヤングマガジン2015年3月号付録

2016年
- ダンジョンに出会いを求めるのは間違っているだろうか（ロキ） - 小説第11巻ドラマCD付き限定特装版
- メガミマガジン応募者全員サービス『VALKYRIE DRIVE -MERMAID-』オリジナルドラマCD（櫻美鳳）
- りゅうおうのおしごと!（水越澪） - 小説第2巻、第4巻、第7巻、第9巻、第11巻ドラマCD付き限定特装版

2017年
- 「機動戦士ガンダム 鉄血のオルフェンズ」EPISODE DRAMA 弐（エーコ・タービン）
- てをつなごうよ（楠小豆） - 別冊マーガレット2017年6月号付録
- ブレイブソード×ブレイズソウル 公式ドラマCD 遊剣奏景（ロンゴミアント＝オズ）

2018年
- 『ブレイブソード×ブレイズソウル』ロンゴミアント＝オズ 添い寝ブランケット 〜オズの寝言＆寝息CD付〜（2018年、ロンゴミアント＝オズ）

2019年
- 青春ブタ野郎シリーズ（梓川かえで / 梓川花楓）

2020年
- 乙女ゲー世界はモブに厳しい世界です（アンジェリカ） - 小説第6巻 ドラマCD付き限定版及びドラマCD+シナリオブック付特装版

2022年
- ブルーアーカイブ ドラマCD「舞台袖のかくしごと 〜キヴォトス晄輪大祭〜」（獅子堂イズミ）

2023年
- 青春ブタ野郎はおでかけシスターの夢を見ない 劇場パンフレット豪華版 Special Drama CD「青春ブタ野郎はハニートーストの夢を見ない」（梓川花楓）

### デジタルコミック
- CARNELIAN BLOOD（2020年、ノルン[268]）
- ミーシア（2022年、ミーシア[269]）

### オーディオドラマ
- 『バイバイ人類』オーディオドラマ（2016年、真山真矢[270]）
- 蓄音レヱル りいこ（2020年、りいこ）
- BAR『Envelop』バーテンダー・沙南（2021年、沙南）
- 放課後レシピ!～ゴハンと青春は味つけ次第!?～（2022年、秋山実代子）
- ママといっしょにおねんねしましょ 〜おとぼけママ編〜（2024年、小松川和香）

### 吹き替え

#### 担当女優
イ・ユミ
- イカゲーム（2021年、ジヨン）
- 今、私たちの学校は…（2022年、イ・ナヨン）
- 人質 韓国トップスター誘拐事件（2023年、パク・ソヨン）

#### 映画
- マリブ・レスキューチーム（2019年、ジェフィー）
- マリブ・レスキューチーム: ネクストウェーブ（2020年、ジェフィー）
- サメストーカー ビギニング（2022年、ローラ〈サクソン・シャービノ〉[273]）
- ドッグ・アローン（2022年、ギジェット）
- マッド・ハイジ（2023年、クララ〈アルマル・G・佐藤〉[274]）
- RRR（2023年、シータ〈アーリヤー・バット〉[275]）
- ブラフマーストラ（2023年、イーシャ〈アーリヤー・バット〉[276]）
- シャクラ（2024年、阿朱〈チェン・ユーチー〉[277]）
- ボーン・トゥ・フライ（2024年、シェン・ティエンラン〈チョウ・ドンユィ〉[278]）

#### ドラマ
- ラブアイランドUSA 水着で恋するフィジー編（2021年、エリザベス・ウェバー[279]）
- この恋は初めてだから ～Because This is My First Life（2024年、ヤン・ホラン〈キム・ガウン〉[280]）
- 三国志 Secret of Three Kingdoms(中国2018年制作)(「三国志 秘密の皇帝」(NHK放送：2024年-2025年)) 皇后 伏寿(ふくじゅ)役〈レジーナ・ワン〉

#### アニメ
- ファイヤーバディ（2023年、パウ[281]）
- キラキラ キャッチ!ティニピン（2024年、ダへピン[282]）
- ネコのクラちゃん Ordinary days（2025年、高津純也[283]）

### ラジオ
※はインターネット配信。
- ならじお（2008年 - 2009年、ニコニコ動画※）[注 4]
- 高橋大輔と高垣彩陽の夜ナ夜ナハッスル（2008年 - 2009年、ラジオ関西、ラジオ関西WEB※） - 主にエンディングに出演[注 4][3]。
- ハッスル放送局8.23大阪スペシャル（2008年、ラジオ関西）[注 4][3]
- Wエンジンのエンジン全開！（2009年、ラジオ関西）[284][注 4]
- ラブライ部 ラジオ課外活動 〜にこりんぱな〜（2011年 - 2012年、音泉※、HiBiKi Radio Station※、ランティスウェブラジオ※）[285]
- ソラシカ〜ただつったってるだけ〜2（2011年、超!A&G+「超!A&Gミュージック+プレミアム」※）
- ラブライブ μ's広報部 〜にこりんぱな〜（2011年 - 2016年、音泉※、HiBiKi Radio Station※）
- 久保ユリカが1人しゃべりなんて胃が痛い。（2014年 - 2019年、超!A&G+※・AG-ON Premium※）
- おしゃべりやってま〜すB!（2014年、K'z Station※）
- ヴァルキリードライヴ 〜ラジオマーメイド〜（2015年、HiBiKi Radio Station※）[286]
- りゅうおうのおしごと！〜ラジオ研究会〜（2015年 - 2016年、YouTube※・niconico※）
- ようこそ実力至上主義のラジオへ（2017年、音泉※）[287]
- 少女終末旅行〜GIRLS RADIO TOUR〜（2017年、音泉※）[288]
- 徳井青空・久保ユリカ アルマギア情報局（2018年 - 2024年、超!A&G+※）[289]
- 青春ブタ野郎はバニーガール先輩とおるすばん妹のラジオを聴きたい（2018年 - 2019年、音泉※）[290]
- 鷲崎健・久保ユリカ 仕事で会えないからラジオはじめました。（2019年、音泉※）[291]
- 久保ユリカ 小さな世界の知らない話（2020年、マンガPark※）[292]
- 久保ユリカ いまなら、いましか（2021年 - 2022年、ラジオ大阪）[293]

### ラジオCD
- ラブライブ！ μ's広報部 〜にこりんぱな〜 vol.1〜vol.7（2013年 - 2016年）
- ラジオCD ヴァルキリードライヴ〜ラジオマーメイド〜（2016年）[294]
- 大家さんは思春期で胃が痛い。（2016年）[295]
- DJCD「ようこそ実力至上主義のラジオへ」（2017年）[296]
- ラジオCD「少女終末旅行〜GIRLS RADIO TOUR〜」（2018年）[297]
- DJCD「青春ブタ野郎はバニーガール先輩とおるすばん妹のラジオを聴きたい」（2019年）[298]

### テレビ番組
※はインターネット配信。
- Parky Party（2003年、テレビ東京）[注 3]
- ジェイチェキ（2005年 - 2006年、CSエンタ!371）[注 3]
- 俺の鹿がこんなに○○○わけがない（2010年 - 2012年、Ustream※）[299]
- TOP YELL TV（2011年、ニコニコ生放送※）[300][301]
- 徳井青空と久保ユリカの声優職業体験所 トリマー編（2013年 - 2014年、アイドル専門チャンネルPigoo）[302]
- 地下すぎプリンセスのチカチカ生放送！！（2014年3月12日 - 7月7日、ニコニコ生放送※）
- 小松と久保のガンガンGAちゃんねる（2014年4月3日 - 2017年11月23日、ニコニコ動画※・YouTube※「GA文庫チャンネル」）[303]
- ジャパコン★ワンダーランド（2015年4月 - 、BSフジ）MEMの声
- アニゲー☆イレブン!（2015年10月 - 2018年3月、BS11）MC
- 多数決ドラマ『青春ブタ野郎はバニーガール先輩の夢を見ない with さくら荘のペットな彼女』（2016年、ニコニコ生放送※）梓川かえで 役[304][305]
- ASMRホラー「カノジョの周りでは怪奇現象が日常茶飯事」（2020年11月14日 - 2021年2月20日、エンタメ〜テレ）[306]
- SHIBUYA ANIME BASE（2024年6月、ABEMA※）マンスリーMC

### ナレーション
- ジャパコンワンダーランド<特別編>『密着アニメロサマーライブ2015』（2015年、BSフジ）

### CM
- サントリー C.C.レモンZERO[3]（2010年）
- ブシロード、ラブライブ! スクールアイドルフェスティバル（2014年）
- COMIC メテオ、お前ら全員めんどくさい!（2015年） - 栗原リホ（声）役
- dアニメストア（2017年） - ナレーション[307]
- ガリバーオート（2019年） - ナレーション[308]

### 映像商品
- NEW KISS（2009年）[注 4][3]
- BamBi（2009年）[注 4][3]
- ハラハラゆりか（2010年）[注 4][3]
- リビドー（2010年）[注 3][3]
- LAMP 〜Shikaco in Wonderland〜（2010年）[注 3][3]
- Gold Lily（2011年）[注 3][3]
- 久保ユリカが1人しゃべりなんて胃が痛い。 DVD in 奈良（2016年）[309]
- 久保ユリカが1人しゃべりなんて胃が痛い。 DVD in ハワイ〜青い空、白い雲、そして何もないパイナップル畑〜（2018年）

### 映画
- Departed to the future（2009年、MELL[注 4]）
- ハードライフ 〜紫の青春・恋と喧嘩と特攻服〜（2011年、美奈[注 3][310]）
- 寄性獣医・鈴音 EVOLUTION（2011年、レナ）
- 猫カフェ（2018年、桜木さくら[311]）

### テレビドラマ
- 満福少女ドラゴネット（2010年、司城摩耶[注 3][3]）

### 舞台
- ぬいぐるみハンター「愛情爆心地はボクのココ」（2011年）
- SOUND THEATRE × 夏目友人帳 〜音劇の章 2018〜（2018年1月6日、東京国際フォーラム ホールA）
- 朗読劇「名作異聞 ロミオとジュリエット ～ティボルト その恋の犠牲者～」（2021年7月31日 - 8月1日、東京芸術劇場） - ジュリエット 役
- 全国５大都市ツアー朗読劇「三国志」〜誓いの調べ〜大阪公演（2021年11月21日、Zepp Namba） - 撫子 役
- 朗読劇 幽玄朗読舞 「SEIMEI〜道成寺伝説より〜」（2022年10月30日 18:00、銀座博品館劇場） - 清姫 役
- 朗読劇「-音読stage- Story of Songs」（2023年2月12日 15:30、ヒューリックホール東京）
- LAWSON presents 朗読歌劇アルマギア 〜First Live 2023〜（2023年7月9日、立川ステージガーデン） - フェスタ 役[312]
- eeo Stage reading 朗読劇「はなしぐれ」（2024年1月24日 - 28日、CBGKシブゲキ!!） - 南野マリア 役[313]
- ネコたん！〜猫町怪異奇譚〜（2024年5月11日、あうるすぽっと） - 財部梨杏 役[314]
- ノサカラボ朗読劇「アルセーヌ・ルパン #4 カリオストロ伯爵夫人」（2024年8月31日、大手町三井ホール） - ジョゼフィーヌ・バルサモ 役[315]
- 朗読劇「35年目のラブレター」（2025年5月23日〈予定〉、KAAT神奈川芸術劇場 大スタジオ） - 若かりし頃の西畑皎子 役[316]

### PV
- 鷲崎健「What a Pastaful World 〜なんてスパゲティ世界〜」（2015年）
- 島谷ひとみ「名も無い花」（2021年） CV

### リアル謎解きゲーム
- 謎解きタウン リアル謎解きゲーム シャレード伯爵の潔癖で奇才な謎解き「夜の水族館と水の都マリン王国の秘密」（2014年 - 2016年、しながわ水族館[317][318]）『クリス』の声[319]
- 謎解きタウン リアル謎解きゲーム「夜の京都水族館×リアル謎解きゲーム〜古都京都に隠された秘密〜」（2014年、京都水族館[320]）少年（主人公）役
- 謎解きタウン リアル謎解きゲーム シャレード伯爵の潔癖で奇才な謎解き「王女の願いと聖夜の奇跡」（2014年 - 2015年、マリンワールド海の中道[317]・しながわ水族館[321]）『王女』、『クリス』の声
- 謎解きタウン リアル謎解きゲーム「空飛ぶペンギンと堕天使の古文書 〜失われたページに隠された謎〜」（2015年、マリンワールド海の中道[322]・しながわ水族館[323]）『堕天使カレン』の声
- 謎解きタウン リアル謎解きゲーム「空飛ぶペンギンと堕天使の古文書 〜オオサンショウウオを救え！〜」（2015年、京都水族館[324]）『堕天使カレン』の声
- 謎解きタウン リアル謎解きゲーム「UNKNOWN 〜探偵小寺は謎ヲタク〜」（2016年、しながわ水族館[325]）ナレーション
- 謎解きタウン リアル謎解きゲーム in 丸の内「魔法にかけられた神秘の街」（2016年、謎解きタウン[326]）『魔法使いの黒猫ルノア』の声
- 謎解きタウン リアル謎解きゲーム in 天王寺「消えた六文銭の謎」（2017年、謎解きタウン[327]）『ゆきむら』の声
- 謎解きタウン リアル謎解きゲーム in 丸の内「時空の迷い人と不思議な書物」（2017年、謎解きタウン[328]）『弥姫（いよひめ）』の声[329]
- 謎解きタウン リアル謎解きゲーム in 横浜駅「横浜駅SF謎-横浜版-」（2018年、謎解きタウン[330]）『ネップシャマイ』の声
- 謎解きタウン 史上初!!F1公認!!Formula1×リアル謎解きゲーム 伝説のF1マシンの謎を解け。（2018年、謎解きタウン[331]）『ハルト』の声
- 謎解きタウン in 府中（2018年、謎解きタウン[332]）『かぐや』の声
- 謎解きタウン 二条城歴史謎解きラリー（2019年、謎解きタウン[333]）ナレーション
- 謎解きタウン 歴史人×京都まち歩き謎解き 史跡巡り謎解きガイドツアー（2019年、謎解きタウン[334]）『桂川こと乃』の声

### その他コンテンツ
- 九州ドコモミュージアム（NTTドコモ）[注 3]
- 逆境無頼カイジ 破戒録篇（2011年、日本テレビ）『カイジ箴言リターンズ』イメージキャラクター
- ZOZOTOWN（2012年 - ）レギュラーモデル[12]
- 月刊デジタルファクトリー みんなニコモだった！ 〜第4回 久保ユリカ〜（2014年）[335]
- Julie Watai artworks GADGET + GIRLS（2014年）モデル[336]
- オートックワン JOY×女医 〜新型車、診察しちゃうぞ！〜「日産 エクストレイル ハイブリッド／久保ユリカ＆日野礼香の新型車診察しちゃうぞ！」（2015年）[337]
- あにそんボーカル「風になる」[338]（2015年6月30日配信）
- MAPLUS+（2016年、キャサリン・ニューウェイ[339]）
- タウンワーク（2017年）連載「モテない行動あるある」キャラクターボイス[340]
- 大都技研 秘宝伝〜秘められし時の鼓動〜（2017年、スカイ[341]）
- 温泉むすめ（洞川蓮[342]）
- SLOTハイスクール・フリート（2018年、知床鈴）
- ファンファンキティ!（2021年、ぺこ）
- 国土交通省大和川河川事務所（2022年 - 、かっぱる）

## ディスコグラフィ

### シングル
|            | 発売日        | タイトル                 | 規格品番   | 規格品番   | オリコン 最高位 |
| 初回限定盤 | 発売日        | タイトル                 | 通常盤     |            | オリコン 最高位 |
| ---------- | ------------- | ------------------------ | ---------- | ---------- | --------------- |
| 1st        | 2016年2月17日 | Lovely Lovely Strawberry | PCCG-01513 | PCCG-70310 | 6位             |
| 2nd        | 2016年8月17日 | SUMMER CHANCE!!          | PCCG-01538 | PCCG-70325 | 12位            |
| 3rd        | 2016年12月7日 | ありがとうの時間         | PCCG-01561 | PCCG-70357 | 14位            |
| 限定       | 2021年2月17日 | 君なら君しか             |            | BRCG-00077 |                 |
| 4th        | 2023年5月24日 | 可愛くって意地悪しちゃう | PCCG-02237 | PCCG-02238 | 22位            |

### アルバム
|            | 発売日        | タイトル                                                | 規格品番   | 規格品番   | オリコン 最高位 |
| 初回限定盤 | 発売日        | タイトル                                                | 通常盤     |            | オリコン 最高位 |
| ---------- | ------------- | ------------------------------------------------------- | ---------- | ---------- | --------------- |
| 1st        | 2017年5月10日 | すべてが大切な出会い〜Meeting with you creates myself〜 | PCCG-01586 | PCCG-01587 | 11位            |
| ミニ       | 2019年2月13日 | VIVID VIVID                                             | PCCG-01753 | PCCG-01754 | 18位            |

### 映像作品
|     | 発売日         | タイトル                                                       | 規格品番   | 規格品番   |
| BD  | 発売日         | タイトル                                                       | DVD        |            |
| --- | -------------- | -------------------------------------------------------------- | ---------- | ---------- |
| 1st | 2017年11月22日 | 久保ユリカ BirthdayLIVE2017〜Meeting with you creates myself〜 | PCXP-50520 | PCBP-52520 |
| 2nd | 2019年11月20日 | KUBO YURIKA VIVID VIVID LIVE                                   | PCXP-50681 | PCPB-53934 |

### タイアップ曲
| 楽曲                     | タイアップ                                      | 時期   |
| ------------------------ | ----------------------------------------------- | ------ |
| 可愛くって意地悪しちゃう | テレビアニメ『勇者が死んだ!』エンディングテーマ | 2023年 |

### キャラクターソング
| 発売日   | 商品名 | 歌 | 楽曲 | 備考 |
| 2011年   | 2011年 | 2011年 | 2011年 | 2011年 |
| -------- | --- | --- | --- | --- |
| 5月25日  | Love marginal | Printemps | 「Love marginal」 「sweet&sweet holiday」 | 『ラブライブ！』関連曲                                                                                               |
| 2012年   | | | | |
| 2月19日  | Memorial BOX I Solo Live! collection Solo Live! from μ's 小泉花陽「あなただけの太陽になりたい」                                | 小泉花陽（久保ユリカ） | 「僕らのLIVE 君とのLIFE」 「友情ノーチェンジ」 「Snow halation」 「baby maybe 恋のボタン」 「Love marginal」 「sweet&sweet holiday」 「夏色えがおで1,2,Jump!」 「Mermaid festa vol.1」 | 『ラブライブ！』関連曲                                                                                               |
| 6月27日  | 告白日和、です! | 南ことり（内田彩）、小泉花陽（久保ユリカ） | 「告白日和、です！」 | 『ラブライブ！』関連曲                                                                                               |
| 6月27日  | 告白日和、です! | 小泉花陽（久保ユリカ） | 「孤独なHeaven」 | 『ラブライブ！』関連曲                                                                                               |
| 10月17日 | ラブライ部 ラジオ課外活動 にこりんぱな テーマソングDJCD                                                                        | にこりんぱな | 「Listen to my heart!!」 | Webラジオ『ラブライ部 ラジオ課外活動 〜にこりんぱな〜』『ラブライブ！ μ's広報部 〜にこりんぱな〜』オープニングテーマ |
| 10月17日 | ラブライ部 ラジオ課外活動 にこりんぱな テーマソングDJCD                                                                        | にこりんぱな | 「after school NAVIGATORS」 | Webラジオ『ラブライ部 ラジオ課外活動 〜にこりんぱな〜』『ラブライブ！ μ's広報部 〜にこりんぱな〜』エンディングテーマ |
| 2013年   | | | | |
| 3月20日  | TVアニメーション「琴浦さん」エンディングテーマ集 希望の花とつるぺたとESP研のテーマ                                             | ESP研究会 | 「ESP研のテーマ」 | テレビアニメ『琴浦さん』エンディングテーマ                                                                           |
| 4月23日  | 神様と運命革命のパラドクス キャラクターソングアルバム 天使たちの福音〜feat.μ's〈ラブライブ！〉                                 | 早乙女リリエル〔矢澤にこ（徳井青空）〕、竜崎クロウエル〔高坂穂乃果（新田恵海）〕、白鳥ラナエル〔絢瀬絵里（南條愛乃）〕、綾小路シェリエル〔東條希（楠田亜衣奈）〕、東條ネルエル〔小泉花陽（久保ユリカ）〕 | 「革命ですね？ 神様！」 | ゲーム『神様と運命革命のパラドクス』関連曲                                                                           |
| 4月23日  | 神様と運命革命のパラドクス キャラクターソングアルバム 天使たちの福音〜feat.μ's〈ラブライブ！〉                                 | 東條ネルエル〔小泉花陽（久保ユリカ）〕 | 「コドクの回廊」 | ゲーム『神様と運命革命のパラドクス』関連曲                                                                           |
| 5月28日  | μ's オリジナルソングCD 3 | 小泉花陽（久保ユリカ） | 「なわとび」 | テレビアニメ『ラブライブ！』関連曲                                                                                   |
| 9月25日  | アニメ『ラブライブ！』ゲーマーズBlu-ray全巻購入特典CD                                                                          | Printemps | 「ぷわぷわーお！」 | テレビアニメ『ラブライブ！』関連曲                                                                                   |
| 10月2日  | PACHISLOT「回胴黙示録 カイジ3」Original Sound Track                                                                            | 坂崎美心（久保ユリカ） | 「恋のバランス」 「うらぎり」 | パチスロ『回胴黙示録 カイジ3』挿入歌                                                                                 |
| 2014年   | | | | |
| 3月19日  | 地下すぎてアンダーグラウンド                                                                                                   | 地下すぎプリンセス | 「地下すぎてアンダーグラウンド」 「地下すぎてアンダーグラウンド（ヲタMIX）」 | テレビアニメ『地下すぎアイドル あかえちゃん』主題歌                                                                  |
| 3月19日  | 恋のネイキッドダンス | 地下すぎプリンセス | 「恋のネイキッドダンス」 | テレビアニメ『地下すぎアイドル あかえちゃん』主題歌                                                                  |
| 3月19日  | 無情なる挑戦状 | 地下すぎプリンセス | 「無情なる挑戦状」 | テレビアニメ『地下すぎアイドル あかえちゃん』主題歌                                                                  |
| 4月2日   | Memorial BOX II Solo Live! collection Solo Live! from μ's 小泉花陽「若草のSeason」                                             | 小泉花陽（久保ユリカ） | 「もぎゅっと"love"で接近中！」 「愛してるばんざーい！」 「告白日和、です！」 「Wonderful Rush」 「Oh,Love&Peace!」 「Listen to my heart!!」 「after school NAVIGATORS」 「僕らは今のなかで」 「WILD STARS」 「きっと青春が聞こえる」 「輝夜の城で踊りたい」 「これからのSomeday」 「Wonder zone」 「No brand girls」 「START:DASH!!」 | 『ラブライブ！』関連曲                                                                                               |
| 5月21日  | ムーンライト・ラビリンス | 地下すぎプリンセス | 「ムーンライト・ラビリンス」 | テレビアニメ『地下すぎアイドル あかえちゃん』主題歌                                                                  |
| 5月21日  | 青春ラプソディ | 地下すぎプリンセス | 「青春ラプソディ」 | テレビアニメ『地下すぎアイドル あかえちゃん』主題歌                                                                  |
| 5月21日  | 何だっけ!?アイドル | 地下すぎプリンセス | 「何だっけ!? アイドル」 | テレビアニメ『地下すぎアイドル あかえちゃん』主題歌                                                                  |
| 5月21日  | 何だっけ!?アイドル | 地下すぎプリンセス | 「AMANOJA・く…テレパシー」 | テレビアニメ『地下すぎアイドル あかえちゃん』関連曲                                                                  |
| 10月29日 | MIRACLE MILLION! | ランスロット（赤﨑千夏）、ガウェイン（大久保瑠美）、トリスタン（久保ユリカ）、マビノギオン（南條愛乃）                                                                                                   | 「MIRACLE MILLION!」 | ゲーム『唯一性ミリオンアーサー』挿入歌                                                                               |
| 11月12日 | 永遠フレンズ | Printemps | 「永遠フレンズ」 「小夜啼鳥恋詩」 | ゲーム『ラブライブ！ スクールアイドルフェスティバル』関連曲                                                          |
| 11月21日 | ラブライブ！ 2nd Season BD第6巻特典CD                                                                                          | 南ことり（内田彩）、小泉花陽（久保ユリカ） | 「好きですが好きですか?」 | テレビアニメ『ラブライブ！』関連曲                                                                                   |
| 12月25日 | 『ラブライブ！』（2期）ゲーマーズ全巻購入特典CD                                                                                | Printemps | 「CheerDay CheerGirl!」 | テレビアニメ『ラブライブ！』関連曲                                                                                   |
| 2015年   | | | | |
| 5月23日  | ラブライブ！The School Idol Movie特典付前売券第3弾 ユニットシングルPrintemps MUSEUMでどうしたい?                               | Printemps | 「MUSEUMでどうしたい?」 | 劇場アニメ『ラブライブ！The School Idol Movie』関連曲                                                                |
| 8月19日  | Hey!スミス!! | 墨須 with M.O.N | 「Hey!スミス!!」 | テレビアニメ『モンスター娘のいる日常』エンディングテーマ                                                             |
| 8月19日  | Hey!スミス!! | 墨須 with M.O.N | 「MONのテーマ」 | テレビアニメ『モンスター娘のいる日常』関連曲                                                                         |
| 9月16日  | 心が叫びたがってるんだ。オリジナルサウンドトラック                                                                             | 少女［仁藤菜月（雨宮天）］、街の人々 | 「word word word」 | 劇場アニメ『心が叫びたがってるんだ。』劇中歌                                                                         |
| 9月16日  | 心が叫びたがってるんだ。オリジナルサウンドトラック                                                                             | 少女［仁藤菜月（雨宮天）］、王子［坂上拓実（内山昂輝）］、世界の人々 | 「あなたの名前呼ぶよ」 | 劇場アニメ『心が叫びたがってるんだ。』劇中歌                                                                         |
| 10月28日 | スーパーウルトラハイパーミラクルロマンチック                                                                                   | 櫻美鳳（久保ユリカ） | 「いつもおおきにまいどあり☆ほんでいつもホンマにありがとさん!!」 | テレビアニメ『VALKYRIE DRIVE -MERMAID-』関連曲                                                                       |
| 11月25日 | WAO-WAO Powerful day! | Printemps | 「WAO-WAO Powerful day!」 「NO EXIT ORION」 | 『ラブライブ！』関連曲                                                                                               |
| 2016年   | | | | |
| 3月30日  | FMVハイレゾ体験キャンペーン第3弾                                                                                               | フィニティ（久保ユリカ） | 「Prism Theater」 | FMVハイレゾ体験キャンペーン 富士通オリジナルハイレゾ音源プレゼント                                                   |
| 5月18日  | パレードプロトコル -diva. Festa-                                                                                               | フェスタ（久保ユリカ） | 「パレードプロトコル -diva. Festa-」 | 『アルマギア-project-』関連曲                                                                                        |
| 6月24日  | 最弱無敗の神装機竜 Blu-ray&DVD 初回生産特典キャラクターソングCD IV                                                             | フィルフィ・アイングラム（久保ユリカ） | 「リトルラブ・リトルキス」 | テレビアニメ『最弱無敗の神装機竜』関連曲                                                                             |
| 8月17日  | 『モンスター娘のいる日常』EVERYDAY LIFE WITH MONSTER GIRLS BEST ALBUM                                                          | ティオニシア（久保ユリカ） | 「乙女心オーガチック」 | テレビアニメ『モンスター娘のいる日常』関連曲                                                                         |
| 9月28日  | ハンドレッドバトルソングシリーズ02                                                                                             | ノア・シェルダン（久保ユリカ）、劉雪梅（鈴木絵理） | 「Gossip Girls」 | テレビアニメ『ハンドレッド』関連曲                                                                                   |
| 10月19日 | It's All Star☆Right 彡 | キラキラ | 「It's All Star☆Right 彡」 「時雨る雪と花つぼみ」 | 『アイドル事変』関連曲                                                                                               |
| 10月20日 | アイドルデスゲームTV 電撃屋オリジナル特典CD                                                                                    | 茅ヶ崎千春（上間江望）、蒲田真理子（浅倉杏美）、筑波しらせ（久保ユリカ）、天王寺彩夏（芹澤優）、烏丸理都（西明日香）、諫早れん（M・A・O）、旭川姫（立花理香）                                            | 「ポジティブ☆絶対値」 | ゲーム『アイドルデスゲームTV』テーマソング                                                                           |
| 10月20日 | アイドルデスゲームTV 電撃屋オリジナル特典CD                                                                                    | 筑波しらせ（久保ユリカ） | 「Ring Ring HAPPY」 | ゲーム『アイドルデスゲームTV』挿入歌                                                                                 |
| 11月6日  | 初恋は君色メモリー | 白雪姫リボン（久保ユリカ） | 「初恋は君色メモリー」 | Webアニメ『モンスターストライク』挿入歌                                                                              |
| 11月6日  | 初恋は君色メモリー | 白雪姫リボン（久保ユリカ） | 「スウィート・キャンディ・モンスター」 「ハレーションガール」 | Webアニメ『モンスターストライク』関連曲                                                                              |
| 2017年   | | | | |
| 1月25日  | 歌え！愛の公約 | SMILE♥X | 「歌え！愛の公約」 | テレビアニメ『アイドル事変』オープニングテーマ                                                                       |
| 1月25日  | 歌え！愛の公約 | SMILE♥X | 「ザッツマイポリ」 | ゲーム『アイドル事変』関連曲                                                                                         |
| 1月28日  | アイドルデスゲームTV 〜ドリーム☆ソングス〜                                                                                     | 筑波しらせ（久保ユリカ） | 「ポジティブ☆絶対値 〜筑波しらせソロVer.〜」 | ゲーム『アイドルデスゲームTV』関連曲                                                                                 |
| 2月22日  | 夢路らびりんす | らびりんず | 「夢路らびりんす」 | テレビアニメ『うらら迷路帖』オープニングテーマ                                                                       |
| 2月22日  | 夢路らびりんす | らびりんず | 「うららか日和の四重奏」 | テレビアニメ『うらら迷路帖』関連曲                                                                                   |
| 2月22日  | 夢路らびりんす | 小梅（久保ユリカ） | 「夢路らびりんす 〜小梅Ver.〜」 | テレビアニメ『うらら迷路帖』関連曲                                                                                   |
| 3月22日  | アイドル事変 第1巻 特典CD | SMILE♥X | 「ときめき Full Throttle SMILE♥Xバージョン」 | 『アイドル事変』関連曲                                                                                               |
| 4月19日  | TVアニメ「うらら迷路帖」キャラクターソング2                                                                                    | 小梅（久保ユリカ） | 「かしこみかしこみ」 | テレビアニメ『うらら迷路帖』関連曲                                                                                   |
| 6月21日  | つぐもも キャラクターソングミニアルバム                                                                                        | くくり（久保ユリカ） | 「I Want You〜Kan!」 | テレビアニメ『つぐもも』挿入歌                                                                                       |
| 7月5日   | うらら迷路帖 キャラクターソングミニアルバム                                                                                    | 小梅（久保ユリカ） | 「みんなが大好きだよ！」 | テレビアニメ『うらら迷路帖』関連曲                                                                                   |
| 7月5日   | うらら迷路帖 キャラクターソングミニアルバム                                                                                    | らびりんず | 「ドキドキ迷宮」 | テレビアニメ『うらら迷路帖』関連曲                                                                                   |
| 8月25日  | うらら迷路帖 Blu-ray&DVD 第6巻 特典CD                                                                                          | らびりんず | 「go to Romance>>>>> feat. らびりんず」 | テレビアニメ『うらら迷路帖』関連曲                                                                                   |
| 8月25日  | TVアニメ「まけるな!!あくのぐんだん！」Blu-ray特典CD                                                                            | KAKUWA☆なれ〜しょんず | 「ねばねばぎっぱー」 | テレビアニメ『まけるな!!あくのぐんだん！』エンディングテーマ                                                         |
| 9月19日  | CR秘宝伝 秘められし時の鼓動 サウンドトラック                                                                                   | スカイ（久保ユリカ） | 「ココカラDREAMER」 | パチンコ『CR秘宝伝 秘められし時の鼓動』関連曲                                                                        |
| 11月29日 | 動く、動く | チト（水瀬いのり）、ユーリ（久保ユリカ） | 「動く、動く」 | テレビアニメ『少女終末旅行』オープニングテーマ                                                                       |
| 11月29日 | 動く、動く | チト（水瀬いのり）、ユーリ（久保ユリカ） | 「Endless Journey」 | テレビアニメ『少女終末旅行』関連曲                                                                                   |
| 11月29日 | More One Night | チト（水瀬いのり）、ユーリ（久保ユリカ） | 「More One Night」 | テレビアニメ『少女終末旅行』エンディングテーマ                                                                       |
| 11月29日 | More One Night | チト（水瀬いのり）、ユーリ（久保ユリカ） | 「雨だれの歌」 | テレビアニメ『少女終末旅行』挿入歌                                                                                   |
| 2018年   | | | | |
| 3月28日  | ラブライブ！ Solo Live! III from μ's 小泉花陽 Memories with Hanayo                                                             | 小泉花陽（久保ユリカ） | 「Music S.T.A.R.T!!」 「LOVELESS WORLD」 「タカラモノズ」 「Paradise Live」 「それは僕たちの奇跡」 「だってだって噫無情」 「どんなときもずっと」 「COLORFUL VOICE」 「ユメノトビラ」 「SENTIMENTAL StepS」 「Love wing bell」 「Dancing stars on me!」 「KiRa-KiRa Sensation!」 「Happy maker!」 「Shangri-La Shower」 「るてしキスキしてる」 「ミはμ'sicのミ」 「Super LOVE=Super LIVE!」 「Angelic Angel」 「SUNNY DAY SONG」 「僕たちはひとつの光」 「Hello,星を数えて」 「HEART to HEART!」 「嵐のなかの恋だから」 「MOMENT RING」 「さようならへさよなら！」 「Pure girls project」 「UNBALANCED LOVE」 「永遠フレンズ」 「小夜啼鳥恋詩」 「WAO-WAO Powerful day!」 「NO EXIT ORION」 | 『ラブライブ！』関連曲                                                                                               |
| 5月30日  | りゅうおうのおしごと！ BD第3巻特典CD                                                                                           | JS研、夜叉神天衣（佐倉綾音） | 「JS Hoooooked ON!」 | テレビアニメ『りゅうおうのおしごと！』関連曲                                                                         |
| 5月30日  | スカイメイカー -diva. Miucat-                                                                                                  | ミウキャット（徳井青空）、フェスタ（久保ユリカ） | 「スカイメイカー -diva. Miucat & Festa-」 | 『アルマギア-Project-』関連曲                                                                                        |
| 5月30日  | スカイメイカー -diva. Miucat-                                                                                                  | フェスタ（久保ユリカ） | 「アルマギア -diva. Festa-」 | 『アルマギア-Project-』関連曲                                                                                        |
| 8月29日  | Doll's Destiny | DOLLS | 「Doll's Destiny」 「勝利への標」 「永遠メモリー」 | ゲーム『プロジェクト東京ドールズ』関連曲                                                                             |
| 10月3日  | 不可思議のカルテ | 桜島麻衣（瀬戸麻沙美）、古賀朋絵（東山奈央）、双葉理央（種﨑敦美）、豊浜のどか（内田真礼）、梓川かえで（久保ユリカ）、牧之原翔子（水瀬いのり）                                                           | 「不可思議のカルテ」 | テレビアニメ『青春ブタ野郎はバニーガール先輩の夢を見ない』エンディングテーマ                                         |
| 12月19日 | ONGEKI Vocal Collection 02 | ⊿TRiEDGE | 「本能的 Survivor」 | ゲーム『オンゲキ』関連曲                                                                                             |
| 12月19日 | ONGEKI Vocal Collection 02 | 高瀬梨緒（久保ユリカ） | 「Here We Go」 | ゲーム『オンゲキ』関連曲                                                                                             |
| 12月19日 | ONGEKI Vocal Collection 02 | 高瀬梨緒（久保ユリカ） | 「本能的 Survivor」 | ゲーム『オンゲキ』関連曲                                                                                             |
| 2019年   | | | | |
| 2月27日  | ONGEKI Sound Collection 01 『Jump!! Jump!! Jump!!』                                                                            | 星咲あかり（赤尾ひかる）、藤沢柚子（久保田梨沙）、三角葵（春野杏）、高瀬梨緒（久保ユリカ）、逢坂茜（大空直美）                                                                                           | 「Jump!! Jump!! Jump!!」 | ゲーム『オンゲキ』関連曲                                                                                             |
| 2月27日  | ONGEKI Sound Collection 01 『Jump!! Jump!! Jump!!』                                                                            | 高瀬梨緒（久保ユリカ） | 「Jump!! Jump!! Jump!!」 | ゲーム『オンゲキ』関連曲                                                                                             |
| 3月27日  | トリカゴ スクラップマーチ キャラクターソングUNIT3 アディクショナル・コミュニケイション                                         | 凹SOME 凸PPING | 「アディクショナル・コミュニケイション」 | ゲーム『トリカゴ スクラップマーチ』関連曲                                                                            |
| 3月27日  | ミュージカルコネクト -diva. Miucat & Festa-                                                                                    | ミウキャット（徳井青空）、フェスタ（久保ユリカ） | 「ミュージカルコネクト -diva. Miucat & Festa-」 | 『アルマギア-Project-』関連曲                                                                                        |
| 3月27日  | ミュージカルコネクト -diva. Miucat & Festa-                                                                                    | フェスタ（久保ユリカ） | 「クラウドスキップ -diva. Festa-」 | 『アルマギア-Project-』関連曲                                                                                        |
| 5月15日  | 青春ブタ野郎はバニーガール先輩の夢を見ない BD・DVD第5巻特典CD                                                                  | 梓川かえで（久保ユリカ） | 「不可思議のカルテ」 | テレビアニメ『青春ブタ野郎はバニーガール先輩の夢を見ない』エンディングテーマ                                         |
| 10月23日 | ONGEKI Sound Collection 02 『最強 the サマータイム!!!!!』                                                                      | 日向千夏（岡咲美保）、柏木美亜（和氣あず未）、東雲つむぎ（和泉風花）、星咲あかり（赤尾ひかる）、高瀬梨緒（久保ユリカ）                                                                                   | 「最強 the サマータイム!!!!!」 | ゲーム『オンゲキ』関連曲                                                                                             |
| 10月23日 | ONGEKI Sound Collection 02 『最強 the サマータイム!!!!!』                                                                      | 高瀬梨緒（久保ユリカ） | 「最強 the サマータイム!!!!!」 | ゲーム『オンゲキ』関連曲                                                                                             |
| 11月6日  | せいぜいがんばれ！魔法少女くるみ Blu-ray 2 「魔法少女くるみ」超音楽集                                                          | プリマピンク（久保ユリカ）、プリマシアン（金元寿子）、プリマオレンジ（相沢舞）、プリマスプリンググリーン（山本希望）、プリマエンジ（Lynn）                                                               | 「プリマエンジェル 友情のテーマ」 | Webアニメ『せいぜいがんばれ!魔法少女くるみ』挿入歌                                                                   |
| 11月27日 | 青春ブタ野郎はゆめみる少女の夢を見ない BD・DVD特典 Original Soundtrack                                                         | 桜島麻衣（瀬戸麻沙美）、古賀朋絵（東山奈央）、双葉理央（種﨑敦美）、豊浜のどか（内田真礼）、梓川かえで（久保ユリカ）、牧之原翔子（水瀬いのり）                                                           | 「不可思議のカルテ movie ver.」 | 劇場アニメ『青春ブタ野郎はゆめみる少女の夢を見ない』エンディングテーマ                                               |
| 2020年   | | | | |
| 3月30日  | DOLLS Songs & Sounds 01 | DOLLS | 「言の葉シンフォニー」 「はじまりのハーモニー」 | ゲーム『プロジェクト東京ドールズ』関連曲                                                                             |
| 3月30日  | DOLLS Songs & Sounds 01 | DOLLS | 「追い風Brave motion!!」 「ヒカリ」 「It'sOK!!」 「SmileAgain」 「クリスマスマーチ」 | ゲーム『プロジェクト東京ドールズ』関連曲                                                                             |
| 3月30日  | DOLLS Songs & Sounds 01 | DOLLS | 「言の葉シンフォニー（Live Ver.）」 | ゲーム『プロジェクト東京ドールズ』関連曲                                                                             |
| 4月6日   | ラララ♪ミュークルマーチ | みゅう（豊崎愛生）、ぺこ（久保ユリカ）、すう（金元寿子） | 「ラララ♪ミュークルマーチ」 | テレビアニメ『ミュークルドリーミー』関連曲                                                                           |
| 4月22日  | ONGEKI Sound Collection 03 Splash Dance!!                                                                                      | 星咲あかり（赤尾ひかる）、高瀬梨緒（久保ユリカ）、日向千夏（岡咲美保）、桜井春菜（近藤玲奈）、井之原小星（もものはるな）                                                                                 | 「Splash Dance!!」 | ゲーム『オンゲキ』関連曲                                                                                             |
| 4月22日  | ONGEKI Sound Collection 03 Splash Dance!!                                                                                      | 高瀬梨緒（久保ユリカ） | 「Splash Dance!!」 | ゲーム『オンゲキ』関連曲                                                                                             |
| 6月24日  | ONGEKI Vocal Party 01 | ⊿TRiEDGE | 「Let's Starry Party!」 | ゲーム『オンゲキ』関連曲                                                                                             |
| 6月24日  | ONGEKI Vocal Party 01 | 高瀬梨緒（久保ユリカ） | 「Let's Starry Party!」 | ゲーム『オンゲキ』関連曲                                                                                             |
| 8月5日   | ひらいて☆ミュージックゲート | みゅー（豊崎愛生）、ぺこ（久保ユリカ）、すう（金元寿子）、ねね（高野麻里佳） | 「ラララ♪ミュークルマーチ」 | テレビアニメ『ミュークルドリーミー』関連曲                                                                           |
| 10月28日 | ONGEKI Vocal Party 02 | ⊿TRiEDGE | 「撩乱乙女†無双劇」 | ゲーム『オンゲキ』関連曲                                                                                             |
| 10月28日 | ONGEKI Vocal Party 02 | 高瀬梨緒（久保ユリカ） | 「撩乱乙女†無双劇」 | ゲーム『オンゲキ』関連曲                                                                                             |
| 2021年   | | | | |
| 2月24日  | ONGEKI Vocal Party 03 | 星咲あかり（赤尾ひかる）、高瀬梨緒（久保ユリカ） | 「反撃! 突撃! Back to Back!」 | ゲーム『オンゲキ』関連曲                                                                                             |
| 2月24日  | ONGEKI Vocal Party 03 | 高瀬梨緒（久保ユリカ） | 「反撃! 突撃! Back to Back!」 | ゲーム『オンゲキ』関連曲                                                                                             |
| 7月8日   | ARIA CHRONICLE - アリアクロニクル - 早期購入特典 イメージ楽曲CD                                                                | アリア（久保ユリカ） | 「希望のクロニクル」 | ゲーム『ARIA CHRONICLE -アリアクロニクル-』関連曲                                                                    |
| 12月22日 | ONGEKI Sound Collection 06 | 星咲あかり（赤尾ひかる）、高瀬梨緒（久保ユリカ）、柏木美亜（和氣あず未）、東雲つむぎ（和泉風花）、皇城セツナ（八巻アンナ）                                                                               | 「Transcend Lights」 | ゲーム『オンゲキ』関連曲                                                                                             |
| 12月22日 | ONGEKI Sound Collection 06 | 高瀬梨緒（久保ユリカ） | 「Transcend Lights」 | ゲーム『オンゲキ』関連曲                                                                                             |
| 12月22日 | DOLLS Songs & Sounds 02 | DOLLS | 「Starry heart Starry love」 「AnotherDreamer」 「Precious day」 | ゲーム『プロジェクト東京ドールズ』関連曲                                                                             |
| 12月22日 | DOLLS Songs & Sounds 02 | DOLLS team B | 「サンダーライン」 | ゲーム『プロジェクト東京ドールズ』関連曲                                                                             |
| 12月22日 | DOLLS Songs & Sounds 02 | DOLLS、NumberS | 「Pray Breath」 「感情を超えて」 「感情を超えて（E3 Ver.）」 | ゲーム『プロジェクト東京ドールズ』関連曲                                                                             |
| 2023年   | | | | |
| 5月10日  | 推しが武道館いってくれたら死ぬ コンプリートボーカルアルバム「きみのために生きてる」                                            | ☆MELTY☆ | 「ぎゅっとHUGみ〜」 | テレビアニメ『推しが武道館いってくれたら死ぬ』挿入歌                                                                 |
| 5月10日  | 推しが武道館いってくれたら死ぬ コンプリートボーカルアルバム「きみのために生きてる」                                            | めいぷる♡どーる | 「wonder☆motion」 | テレビアニメ『推しが武道館いってくれたら死ぬ』挿入歌                                                                 |
| 6月23日  | 青春ブタ野郎はおでかけシスターの夢を見ない 劇場パンフレット豪華版 Special Drama CD「青春ブタ野郎はハニートーストの夢を見ない」 | 桜島麻衣（瀬戸麻沙美）、梓川花楓（久保ユリカ） | 「BABY!」 | 劇場アニメ『青春ブタ野郎はおでかけシスターの夢を見ない』関連曲                                                       |
| 10月21日 | ブルーアーカイブ 青春あんさんぶる Vol.7 「美食研究会」                                                                         | 美食研究会 | 「美食追求の道 ～いただきます！～」 | ゲーム『ブルーアーカイブ』関連楽曲                                                                                   |
| 11月29日 | 劇場アニメ「青春ブタ野郎はおでかけシスターの夢を見ない」Blu-ray＆DVD 特典Original Soundtrack                                   | 梓川花楓&かえで（久保ユリカ） | 「不可思議のカルテ」 | 劇場アニメ『青春ブタ野郎はおでかけシスターの夢を見ない』エンディングテーマ                                           |
| 11月29日 | 劇場アニメ「青春ブタ野郎はおでかけシスターの夢を見ない」Blu-ray＆DVD 特典Original Soundtrack                                   | 梓川花楓（久保ユリカ） | 「不可思議のカルテ」 | 劇場アニメ『青春ブタ野郎はおでかけシスターの夢を見ない』関連曲                                                       |
| 2024年   | | | | |
| 12月25日 | TVアニメ『ひみつのアイプリ』キャラクターソングミニアルバム VERSE IN SONG 02                                                    | シークレットフレンズ∞ | 「We're The World」 | テレビアニメ『ひみつのアイプリ』挿入歌                                                                               |
| 2025年   | | | | |
| 3月26日  | TVアニメ『ひみつのアイプリ』キャラクターソングミニアルバム VERSE IN SONG 03                                                    | 涼風つむぎ（久保ユリカ） | 「ヒカリノコトバ」 | テレビアニメ『ひみつのアイプリ』挿入歌                                                                               |

### その他参加作品
| 発売日         | 商品名                                                          | 歌         | 楽曲                         | 備考                                                                   |
| -------------- | --------------------------------------------------------------- | ---------- | ---------------------------- | ---------------------------------------------------------------------- |
| 2009年6月24日  | 超然パラパラ!! presents Campus Summit 2009 〜15th Anniversary〜 | 楢原ゆりか | 「ニコニコ (^O^)/☆ニーハオ」 | CHINA QUICKイメージソング                                              |
| 2015年1月9日   | 久保ユリカが1人しゃべりなんて胃が痛い。テーマCD                 | 久保ユリカ | 「胃が痛いんだなぁ。」       | Webラジオ『久保ユリカが1人しゃべりなんて胃が痛い。』オープニングテーマ |
| 2015年1月9日   | 久保ユリカが1人しゃべりなんて胃が痛い。テーマCD                 | 久保ユリカ | 「私の言葉」                 | Webラジオ『久保ユリカが1人しゃべりなんて胃が痛い。』エンディングテーマ |
| 2015年1月14日  | #俺的ボカロ曲ロックカバー祭り Vol.3                             | 久保ユリカ | 「Just Be Friends」          |                                                                        |
| 2018年12月29日 | 久保ユリカが1人しゃべりなんて胃が痛い。テーマCD vol.2           | 久保ユリカ | 「どすこいパイナポー」       | Webラジオ『久保ユリカが1人しゃべりなんて胃が痛い。』オープニングテーマ |
| 2018年12月29日 | 久保ユリカが1人しゃべりなんて胃が痛い。テーマCD vol.2           | 久保ユリカ | 「IT'S A SMILE FOR YOU」     | Webラジオ『久保ユリカが1人しゃべりなんて胃が痛い。』エンディングテーマ |
| 2023年4月26日  | CrosSing Collection vol.2                                       | 久保ユリカ | 「ガーネット」               | 『CrosSing - Music＆Voice-』関連曲                                     |

## ライブ・イベント

### 合同ライブ
| 出演日        | タイトル                                               | 会場                           |
| ------------- | ------------------------------------------------------ | ------------------------------ |
| 2016年5月22日 | @JAM 2016                                              | Zepp DiverCity（東京都）       |
| 2016年10月9日 | P'sLIVE TORANOMON SP 〜50th Anniversary〜              | ニッショーホール（東京都）     |
| 2017年3月25日 | AJ Night 2017                                          | 豊洲PIT（東京都）              |
| 2022年3月6日  | EJ My Girl Festival 2022                               | 舞浜アンフィシアター（千葉県） |
| 2024年8月10日 | オンゲキ 6th Anniversary Live～Individual on parade!～ | Spotify O-EAST（東京都）       |

## 書籍

### 写真集
- ロマンティック・リビドー 久保由利香写真集（2010年3月20日、ワニブックス、撮影：佐藤学）ISBN 978-4-8470-4257-7[注 3][3]
- NARATABI in Jolshika インジョルシカ（2013年、2.5次元てれび、撮影：南條愛乃） ※コミックマーケット85にて販売
- di(ə)r 久保ユリカ写真集（2019年6月24日、東京ニュース通信社）ISBN 978-4-86336-930-6
- 久保ユリカ写真集 EUREKA（2024年7月29日、東京ニュース通信社）ISBN 978-4-86701-852-1

### ファンブック
- 奈良ノススメ: 声地探訪 vol.1 久保ユリカ編（2016年、小学館）ISBN 978-4-7780-3608-9[367]

### 雑誌連載
- ニコラ（2002年 - 2004年、新潮社）[注 3]
- アフタヌーン（2003年、講談社）[注 3]
- 最新キティカタログ（2003年、サンリオ）[注 3]